# Celso Delgado
Celso Luis Delgado Arce (Orense, 23 de febrero de 1958) es un político español, diputado por Ourense durante las VII, VIII, IX, X, XI, XII, XIII y XIV legislaturas.

## Biografía
Licenciado en Derecho por la Universidad de Santiago de Compostela y máster en Administración de Empresas, especialidad de Distribución Comercial, por la Escuela Europea de Negocios. Es abogado especializado en gestión económica. Fue secretario adjunto de la Cámara de Comercio e Industria de Orense y secretario del Patronato de la Fundación de Ferias y Exposiciones de Orense.
Militante del Partido Popular de Galicia desde 1997,
 fue diputado y vicepresidente primero del Parlamento de Galicia entre 1997 y 2000, cuando encabezó la lista por Orense al Congreso en las elecciones generales de 2000. Fue elegido diputado y reelegido en 2004, 2008, 2011, 2015, 2016 y 2019.